# Mycetarotes
Mycetarotes (лат.) — род муравьёв-грибководов  из подсемейства Myrmicinae (Attini). Характерны своим тесным симбиозом с грибами, выращиваемыми в муравейниках. Стебелёк между грудкой и брюшком состоит из двух члеников: петиолюса и постпетиолюса (последний чётко отделён от брюшка), жало развито, куколки голые (без кокона).

## Распространение
Род характерен исключительно для Нового Света и встречается только в Неотропике.

## Классификация
Род включает 4 вида.
- Mycetarotes acutus Mayhé-Nunes, 1995
- Mycetarotes carinatus Mayhé-Nunes, 1995
- Mycetarotes parallelus (Emery, 1906)
- Mycetarotes senticosus Kempf, 1960